# Стефан Христов (футболист, р. 1989)
Стефан Веселинов Христов е български футболист, който играе за Царско село като централен нападател. Роден е на 28 август 1989 г. Висок e 186 см. Юноша на Белите орли.

## Кариера

### Спартак Плевен
През 2010 г. заиграва за Спартак Плевен докато отборът играе във В група, но не успява да се наложи при силната конкуренция в нападение и решава да натрупа опит в отбор от региона Партизан Червен бряг.

### Партизан Червен бряг
В Партизан Червен бряг Христов става голмайстор на Северозападната В група през сезон 2012/2013 като нанизва 20 гола.

### Любимец
През сезон пролетта на 2014 г. преминава в Любимец и записва 13 мача в А група. Дебютът му е на 22 февруари при загубата на Любимец с 0:2 от Локомотив Пловдив.

### Завръщане в „Спартак“
След като е натрупал опит, Христов се завръща в обновения Спартак като част от селекцията имаща задача да върне клуба в професионалния футбол. Момчетата на треньора Бойко Цветков разгромяват всички противници и се завръщат с гръм и трясък в професионалния футбол, а Христов се превръща в един от лидерите на тима. Той става голмайстор на първенството нанизвайки 29 гола и печели любовта на привържениците.

## Успехи
Спартак Плевен
- 1 място Северозападна В група – 2012
- 1 място Северозападна В група – 2015
- Голмайстор на Северозападна В група – 2015

 Партизан Червен бряг
- Голмайстор на Северозападна В група – 2013

 Етър
- 1 място Северозападна В група – 2016